# Condado de Breathitt
El condado de Breathitt (en inglés: Breathitt County) es un condado en el estado estadounidense de Kentucky. En el censo de 2000 el condado tenía una población de 16.100 habitantes. La sede de condado es Jackson. El condado fue formado el 8 de febrero de 1839 a partir de porciones de los condados de Clay, Estill y Perry. Fue nombrado en honor a John Breathitt, el 11° Gobernador de Kentucky.

## Geografía

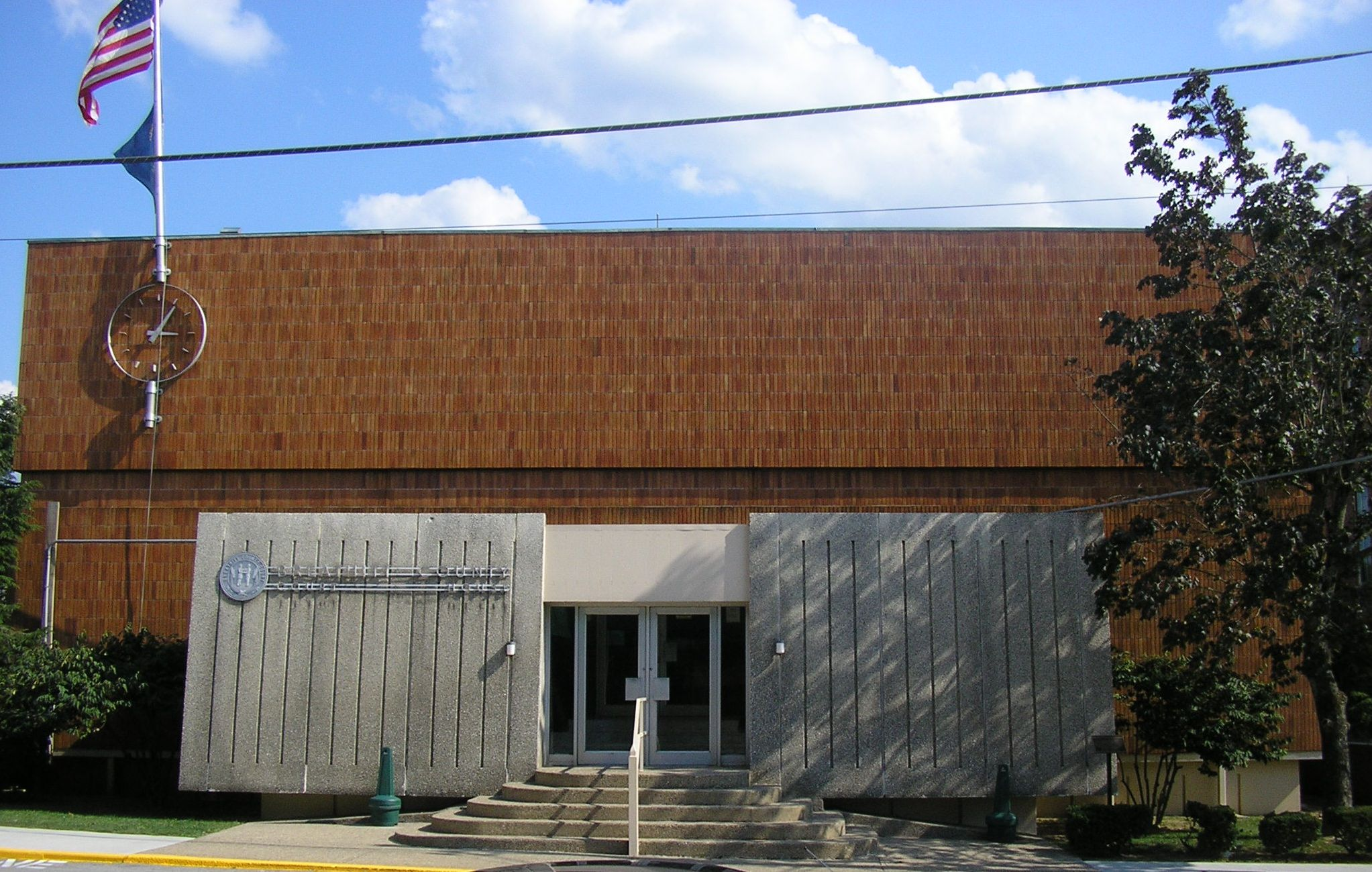
Juzgado del condado de Breathitt en Jackson.

Según la Oficina del Censo, el condado tiene un área total de 1.282 km² (495 sq mi), de la cual 0,02% es agua.

### Condados adyacentes
- Condado de Magoffin (noreste)
- Condado de Knott (este)
- Condado de Perry (sureste)
- Condado de Owsley (suroeste)
- Condado de Lee (oeste)
- Condado de Wolfe (noroeste)

## Demografía
En el  censo de 2000, hubo 16.100 personas, 6.170 hogares y 4.541 familias residiendo en el condado. La densidad poblacional era de 32 personas por milla cuadrada (12/km²). En el 2000 había 6.812 unidades unifamiliares en una densidad de 14 por milla cuadrada (5,4/km²). La demografía del condado era de 98,69% blancos, 0,39% afroamericanos, 0,09% amerindios, 0,29% asiáticos, 0,02% isleños del Pacífico, 0,08% de otras razas y 0,43% de dos o más razas. 0,66% de la población era de origen hispano o latino de cualquier raza. 
La renta promedio para un hogar del condado era de $19.155 y el ingreso promedio para una familia era de $23.721. En 2000 los hombres tenían un ingreso medio de $26.208 versus $20.613 para las mujeres. La renta per cápita para el condado era de $11.044 y el 33,20% de la población estaba bajo el umbral de pobreza nacional.

## Ciudades y pueblos
- Jackson
- Quicksand